# Kondopoga
Kondopoga (en russe : Кондопога ; en finnois : Kontupohja ; en carélien : Kondupohju) est une ville de la république de Carélie, en Russie, et le centre administratif du raïon de Kontupohja.

## Géographie
Sa population s'élevait à 25 295 habitants en 2023.
Kondopoga est située sur la côte du golfe de Kondopoga du lac Onega, près de l'embouchure de la rivière Souna et de la réserve naturelle de Kivatch, à 41 km au nord de Petrozavodsk, à 330 km au nord-est de Saint-Pétersbourg et à 743 km au nord de Moscou.

## Histoire
La première mention de Kondopoga remonte à l'année 1495. 
Kontupohja et ses environs formaient leur propre municipalité. 
La commune comptait 8 349 habitants en 1902 et 8 249 habitants en 1905. 
La municipalité de Kontupohja a été abolie en 1927 et a été incluse dans le raïon de Kontupohja. 
Le bourg de Kontupohja est devenu le centre du raïon,.
Dans les années 1920 et 1930, les Finnois et les Finno-Américains qui se sont installés en Carélie orientale ont fait de Kontupohja une ville. 
Kontupohja est officiellement devenue une ville en 1938.
Pendant les Grandes Purges de Staline (1935-1937), 11 000 Finlandais furent emprisonnés à Kontupohja. Durant les années de guerre, une grande partie de la ville fut détruite. Pendant la guerre de Continuation (1941-1944), Kontupohja fut occupée par la Finlande.
Des résidents se sont installés dans la ville dans les années 1950 et 1960, notamment en provenance d'Ukraine, de Biélorussie et d'autres régions de l'Union soviétique.
Au début du mois de septembre 2006 eurent lieu à Kondopoga de violents affrontements à caractère ethnique (en) entre des Russes et des habitants originaires du Caucase, principalement des Tchétchènes.

## Architecture
Kondopoga conserve un monument rare de l'architecture russe en bois : l'église de la Dormition (Успенская церковь), construite en 1774. Le pilier central de cette église est couronné par un toit en croupe, de 42 m de hauteur totale. Ce pilier s'appuie sur une structure rectangulaire, avec des structures adjacentes pour le réfectoire et l'autel. La structure de l'autel est couverte par un toit traditionnel en bois, en forme de coque cylindrique.

## Population
Recensements (*) ou estimations de la population,,,
| 1892 | 1926* | 1937*  | 1939*  | 1959*  | 1970*  |
| ---- | ----- | ------ | ------ | ------ | ------ |
| 600  | 2 606 | 10 875 | 13 374 | 16 060 | 27 908 |

| 1979*  | 1989*  | 2002*  | 2010*  | 2012   | 2013   |
| ------ | ------ | ------ | ------ | ------ | ------ |
| 35 198 | 36 365 | 34 863 | 32 987 | 32 415 | 31 962 |

| 2020   | 2021   | 2023   | - | - | - |
| ------ | ------ | ------ | - | - | - |
| 29 128 | 25 851 | 25 295 | - | - | - |

## Économie
On trouve à Kondopoga une des plus grandes usines de pâte à papier de l'Europe orientale (le célèbre ingénieur Galerkine participa à la conception des bâtiments) et des usines de matériaux de construction.
Les principales entreprises sont :
- AO Kondopoga (АО "Кондопога") : pâte à papier, papier journal.
- AO Kondopojskoïe lesporomychlennoïe khoziaistvo (АО "Кондопожское леспоромышленное хозяйство") : exploitation forestière, bois d'œuvre.

## Transport
La gare de Kondopoga (ru) se trouve le long de la voie ferrée de Mourmansk, qui relie Moscou à Mourmansk.
Le bâtiment de la gare est situé dans la partie nord du centre-ville. 
La route principale   menant de Saint-Pétersbourg à la péninsule de Kola et la route principale parallèle Р15 dans son tronçon reliant Petroskoi et Karhumäki sont des liaisons routières permettant un trafic fluide des bus régionaux,.

## Jumelages
| Ville | Ville  | Pays | Pays     | Période     |
| ----- | ------ | ---- | -------- | ----------- |
|       | Trakai |      | Lituanie | depuis 2014 |

## Galerie

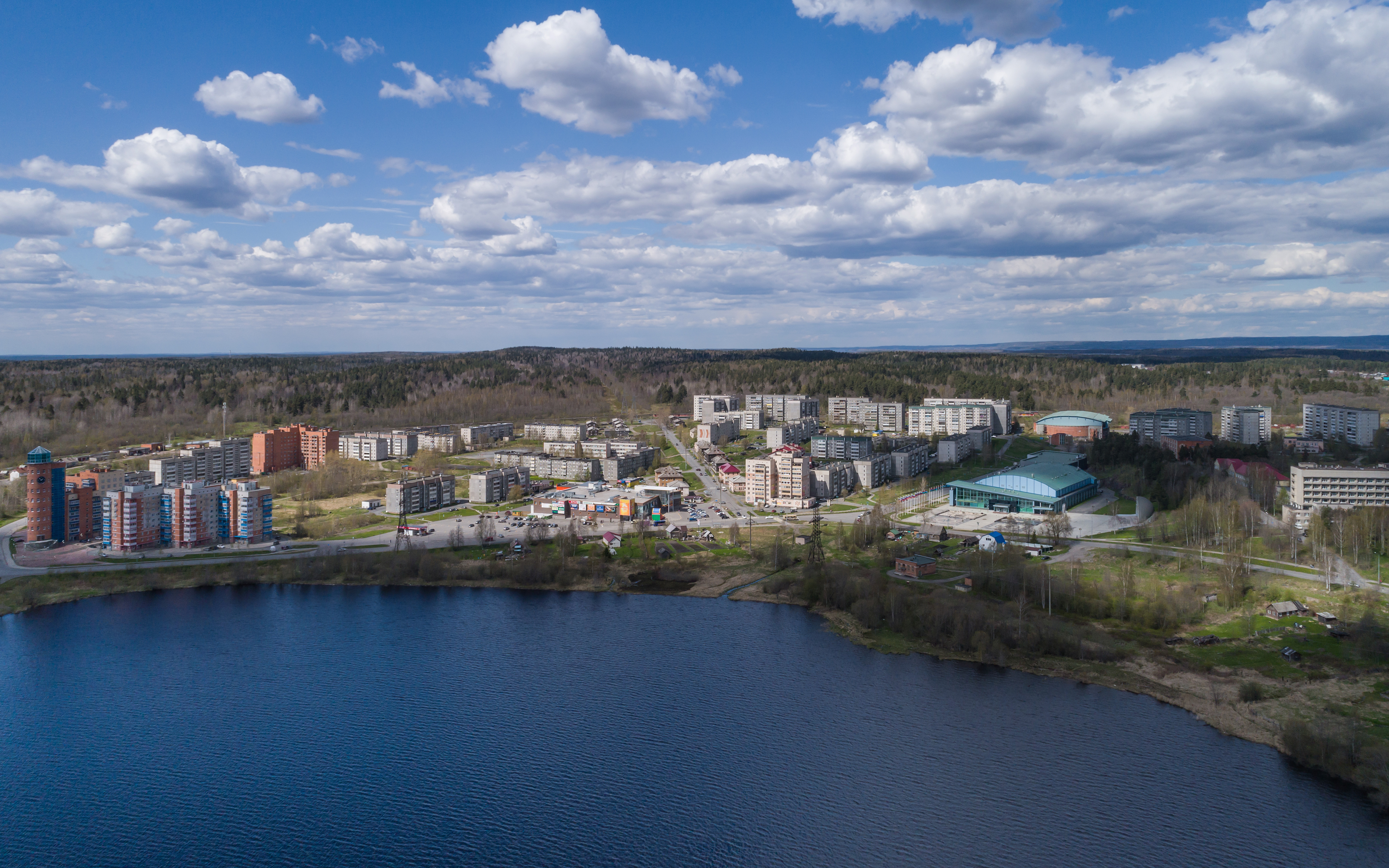
Le centre commercial Lotos.
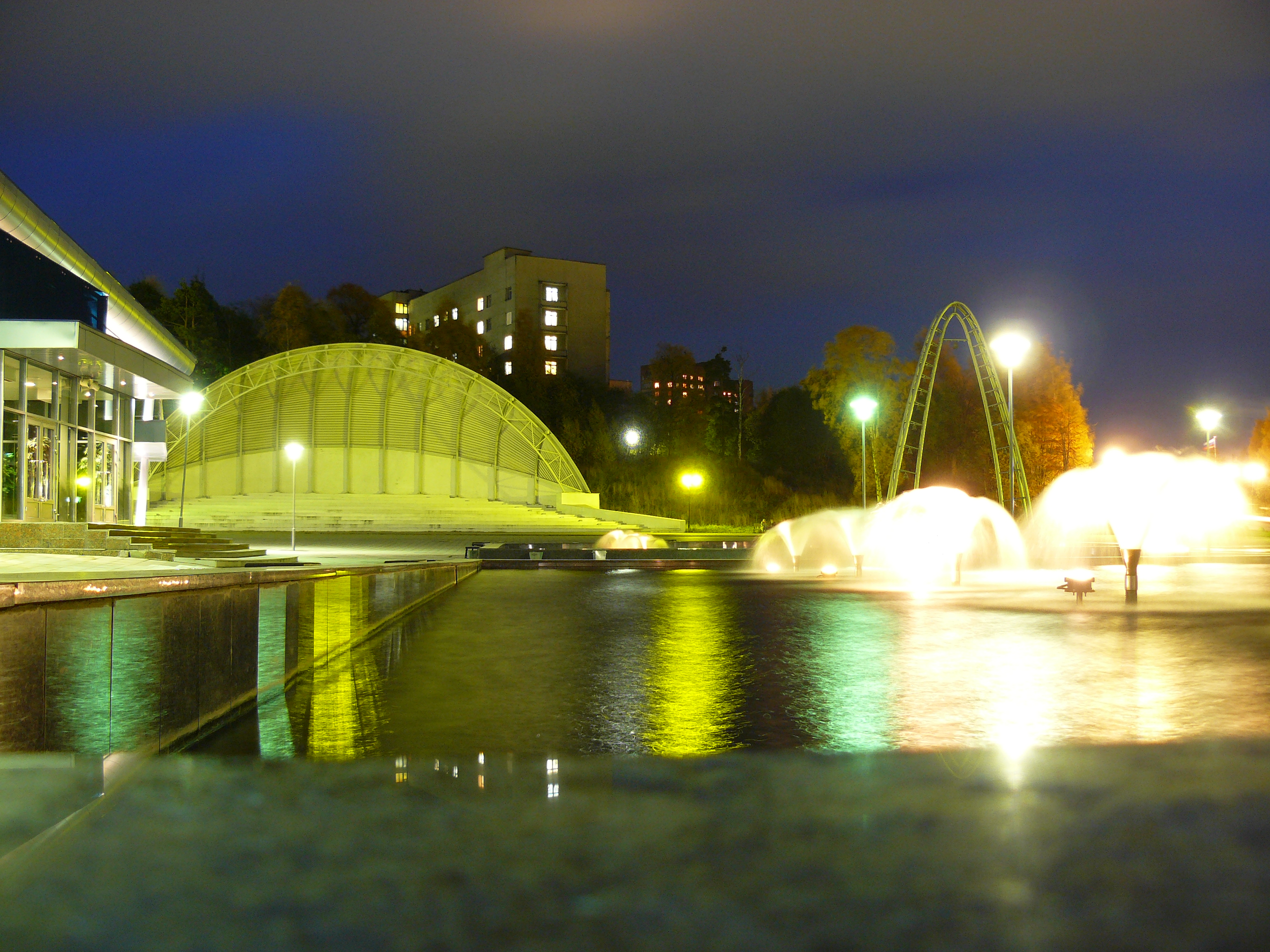
Nuit dans le centre-ville.
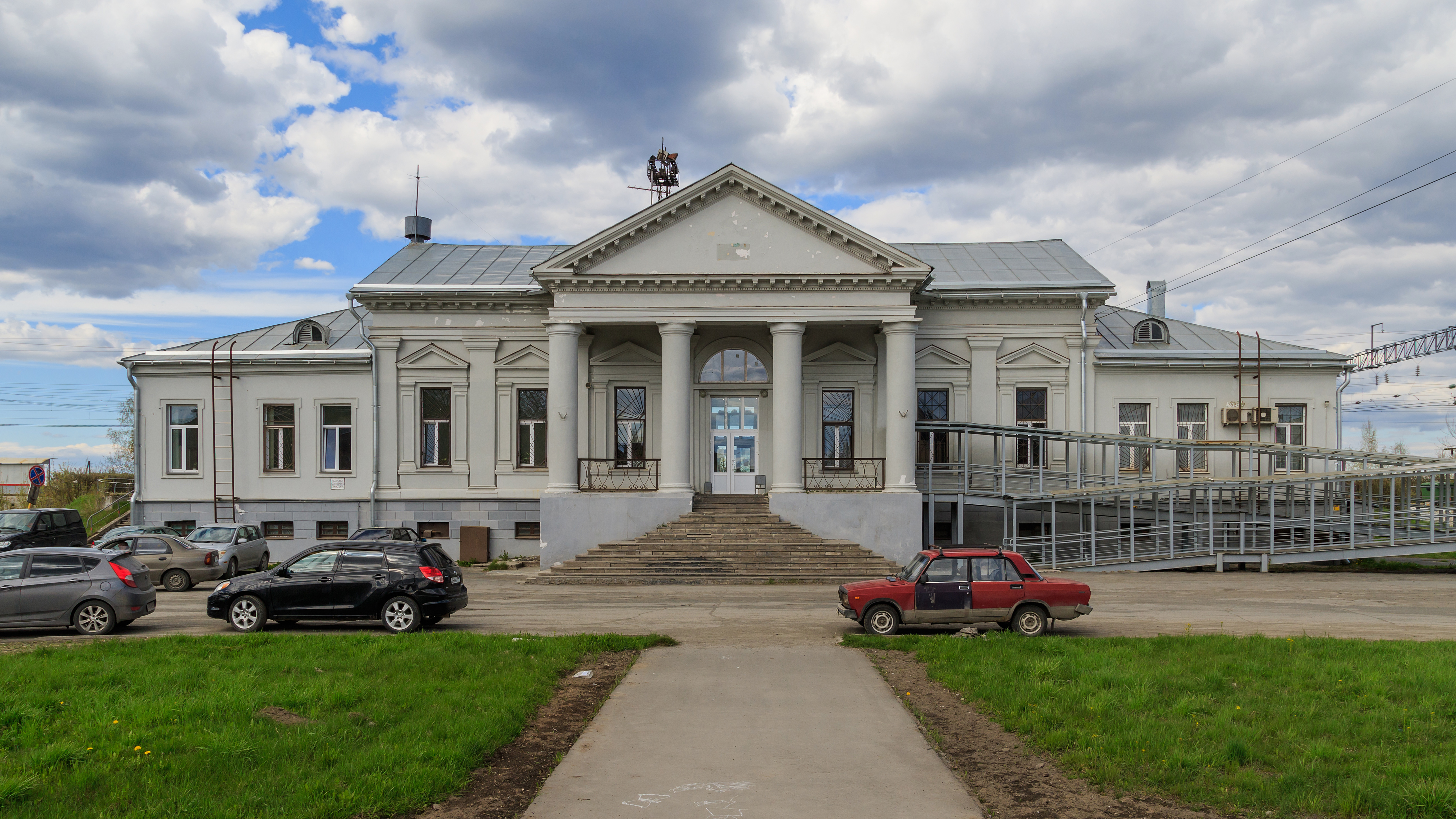
Gare de Kondopoga (ru)
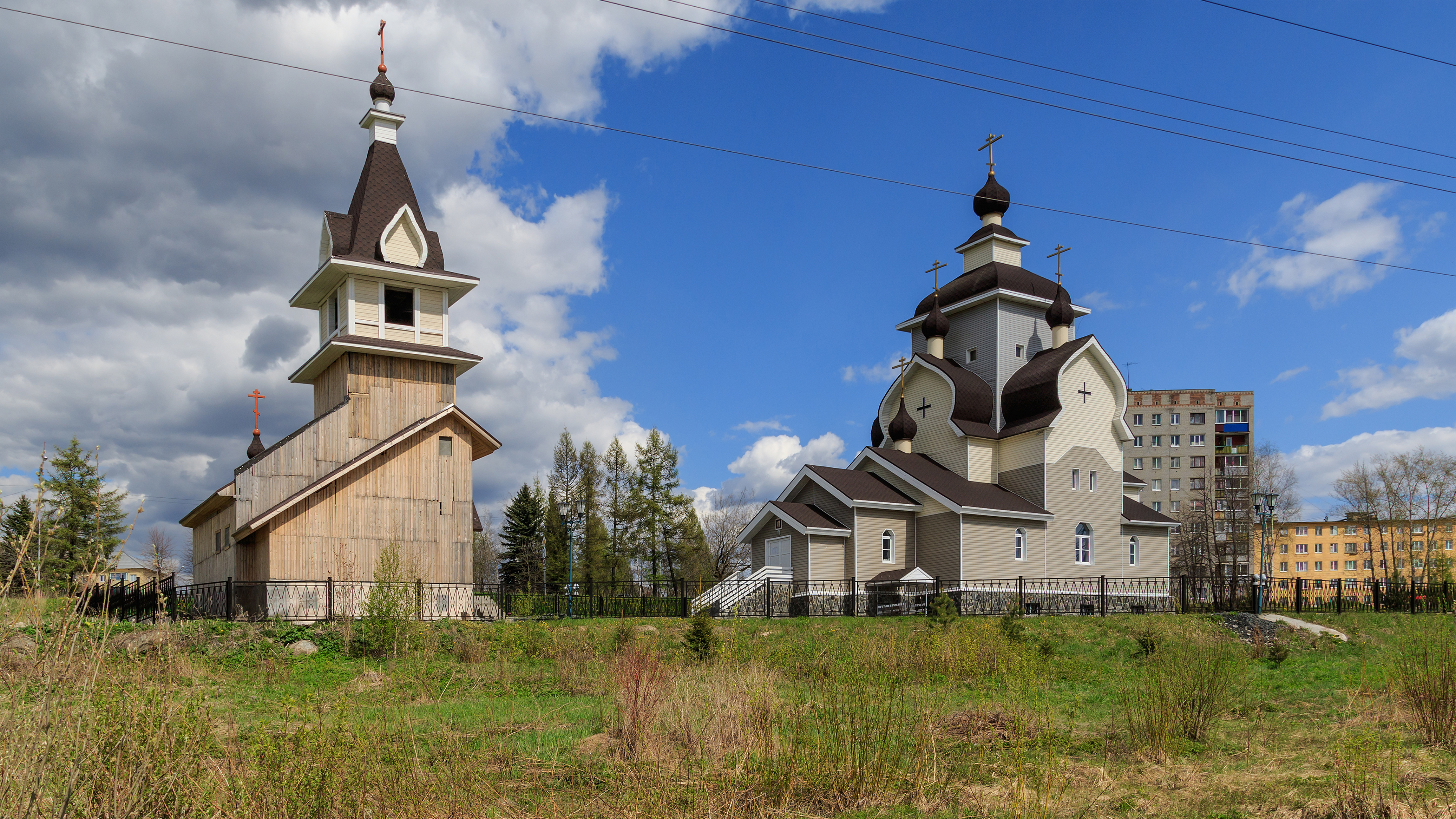
Église de la nativité.
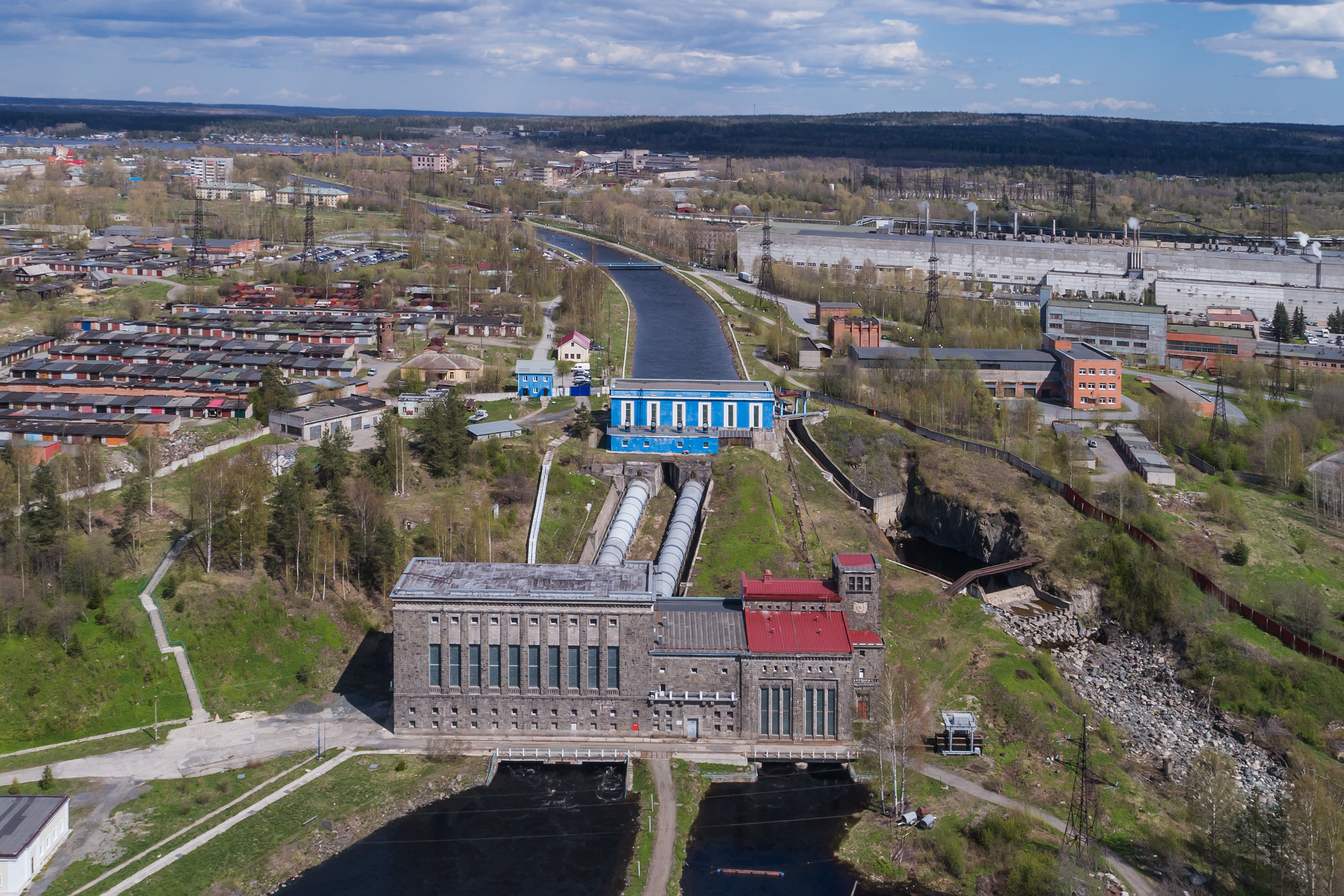
Centrale hydro-électrique de Kondopoga.